# Hoplothrips tejas
Hoplothrips tejas är en insektsart som beskrevs av Ian A. Hood 1939. Hoplothrips tejas ingår i släktet Hoplothrips och familjen rörtripsar. Inga underarter finns listade i Catalogue of Life.